# Catharina Ahlgren
Pour les articles homonymes, voir Ahlgren.
Catharina Ahlgren (1734 - c. 1800) est une féministe suédoise, écrivain, poète, traductrice, rédacteur en chef et l'une des premières journalistes connues de Suède. Elle fut une figure majeure du monde féminin littéraire suédois des années 1750 à 1770. Elle est également connue pour sa correspondance avec Hedvig Charlotta Nordenflycht.

## Biographie
Catharina Ahlgren est la fille d'Anders Ahlgren, gouverneur de l'Östergötland, et de Laurentia Juliana Liungenfeldt. Elle épouse en premières noces Bengt Edvard Eckerman, maître cavalier des Hussards Scandinaves Royaux. Sa sœur est l'épouse de Johan Gustaf Halldin, chancelier de la Bibliothèque Royale de Suède. Elle aura quatre enfants de cette union : Charlotte, Julie, Bengt Gustaf et Christopher. Son mariage fait régulièrement face à des difficultés financières et son époux ne reconnait par le plus jeune garçon.
Elle divorce en 1770 et se retrouve deux ans plus tard à Stockholm, seule avec quatre enfants et sans moyens. D'après A. Örnberg, elle est dame de compagnie de la reine Louise-Ulrique de Prusse mais perd sa position à la suite d'un complot, gère une libraire qui fait faillite, fait des traductions et écrits.
Catharina Ahlgren commence alors sa carrière d'écrivain. Dans un article de 1772, elle écrit : « Bien que je viens d’envoyer mon courrier, j’écris de nouveau. Ma plume est mon seul confort. Je n’ai que des louanges à donner à l’inventeur des outils d’écriture ». Elle se remarie en 1773 avec un imprimeur dénommé Anders Bark ou Barck dont elle divorcera également. Durant ce deuxième mariage, elle acquiert vraisemblablement une imprimerie qu’elle dirige un certain temps. On compte, parmi les auteurs qu’elle publie, la poétesse et féministe Hedvig Charlotta Nordenflycht, une amie proche et correspondante de plume.
En 1775, elle déménage en Finlande et s'installe à Åbo en 1782. À la mort de sa fille Charlotte, en 1790, Catharina en est l'héritière principale. En 1796, elle s’installe a Linköping avec Julie, sa fille cadette.

## Carrière Littéraire

### Traductrice et poétesse
Catharina Ahlgren devient célèbre dans le monde littéraire comme poète et traductrice dans les années 1750, avant même de publier quoi que ce soit. Elle est l’amie proche de la poétesse Hedvig Charlotta Nordenflycht, et leur correspondance a été préservée. Alors que Nordenflycht publiait sous le nom de ‘"Herdinnan i Norden" (La Bergère du Nord) Catharina Ahlgren choisit, quant à elle, de publier sous le nom de "Herdinnan i Ahl-Lunden" (La Bergère d’Alder-Grove).
Elle traduit plusieurs poèmes et romans anglais, français et allemands. Parmi ses traductions, on compte le poème allemand Die Prüfung Abrahams (l’Épreuve d’Abraham) de Christoph Martin Wieland.
Elle écrit son premier poème en français : Au jour de l'illustre naissance de sa Majesté notre adorable Reine, le 24 juillet, dédié à la reine Louisa Ulrika, lors de son anniversaire en 1764.

### Journaliste et éditrice
Durant l’Ère de la Liberté, en Suède, beaucoup d’articles sont publiés sur les problèmes de société, en particulier par le journal 'Then Swänska Argus'. Ces articles sont souvent rédigés sous la forme de débat ou de correspondance entre deux personnes anonymes. Certains d’entre eux ont pour thème le rôle des femmes dans la société et l’égalité des sexes. Le tout premier article est 'Samtal emellan Argi Skugga och en obekant Fruentimbers Skugga' de Margareta Momma, publié vers 1738-39. Il est le précurseur de la première vague féministe du monde anglophone. Ces articles sont probablement écrits et publiés par des femmes, mais comme il était de coutume de ne pas les signer, nombre d’entre eux n’ont jamais été attribué. Parmi les rares articles identifiés se trouvent ceux de Margareta Momma, d’Anna Maria Rückerschöld et de Catharina Ahlgren. Les femmes de lettres sont alors en vogue. Un éditeur commente, lors de la publication de l’œuvre d’une poétesse : « Puisque nous ne souhaitons rien d’autre que la promotion de la connaissance, il est des plus agréables de voir qu’une femme soutienne si admirablement nos intentions. »
Le 29 octobre 1772, Catharina Ahlgren publie, sous le pseudonyme d'Adélaïde, un article intitulé 'Brefwäxling emellan twänne fruntimmer, den ena i Stockholm och den andra på landet i åskillige blandade ämnen' (Correspondance sur des sujets variés entre deux dames, l’une à Stockholm et l’autre à la campagne). Dans cet essai féministe, rédigé sous la forme d'un débat entre les deux femmes signataires, elle argumente pour une conscience sociale, la démocratie et l’égalité des sexes. Elle y encourage aussi une solidarité entre femmes, pour se protéger de la tutelle et de la suprématie des hommes. Elle affirme que la seule façon d’atteindre l'amour véritable dans une relation est d'être égaux; ajoutant que, comme les hommes tiennent souvent à dominer les femmes, il est plus difficile de conserver leur amitié que celle d'une femme. Dans cet article, elle parle aussi d’amour, d’amitié, d’éducation, de monarchie et de religion. En février 1773, l'article est renommé 'Brefväxling emellan Adelaide och någre wittre snillen i omwäxlande ämnen' (Correspondence variée entre Adelaïde et plusieurs génies des lettres), et plus tard cette même année: 'Fortsättning af Adelaides brefwäxling, angående Fru Windhams historie' (Correspondance suivie d’Adélaide, au sujet de Madame Windham).
Catharina Ahlgren est également l’auteur présumée d’un article annoté : 'De Nymodiga Fruntimren, eller Sophias och Bélisindes Tankespel' (Femmes Moderne, ou les pensées de Sophia et Belisinde) rédigé sur un modèle de correspondance identique aux précédents. Elle écrit sur l’éducation des femmes comme un moyen d'améliorer leur statut. Elle y critique par exemple la prévalence de la langue française dans l’éducation des femmes, car elle n’était alors utile qu'à la lecture d’oeuvres romantiques. Elle recommande de le remplacer par l’apprentissage de l’anglais afin de permettre aux femmes de découvrir la littérature scientifique, régulièrement publiée dans cette langue.
Catharina Ahlgren eut également un rôle de pionnière en Finlande où elle s'installe dès 1775. Elle édite 'Om att rätt behaga' (L’Art de Plaire de Façon Adéquate) qui fut le tout premier périodique publié en Finlande. Elle met fin à la publication du journal à la suite de problèmes de santé. Dans son message de départ, elle écrit: “Comme vous pouvez le voir, Messieurs, je tenais vraiment à vous imiter.” En 1783, elle publie son dernier article 'Angenäma Sjelwswåld' (Défiances Agréables).
Jonas Apelblad, contemporain de Catharina Ahlgren, l’inclut dans son dictionnaire des écrivains, la décrivant comme étant douée et possédant une forte personnalité, "f]emina potens, sed ingenio plena" qui ne vécut pas plus heureuse avec son deuxième mari, qu’elle ne l’avait été avec le premier.

### Publications
- Au jour de l'illustre naissance de sa majestee notre adourable Reine Le 24 Jullet, poem for the birthday to queen Louisa Ulrika, 1764
- Abrahams bepröfwelse, translation of the Die Prüfung Abrahams by Christoph Martin Wieland, 1772
- Brefwäxling emellan twänne fruntimmer, den ena i Stockholm och den andra på landet i åskillige blandade ämnen, 1-2, periodical, 29 October 1772-February 1773, 24 numbers
- Det olyckliga Fruntimret, eller Elisabeth Windhams bedröfweliga öden, translation, 1772
- La Femme Malhereuse, translation
- Brefväxling emellan Adelaide och någre wittre snillen i omwäxlande ämnen periodical 23 numbers, 1773
- Fortsättning af Adelaides brefwäxling, angående Fru Windhams historie, periodical, 20 numbers, 1773
- De Nymodiga Fruntimren, eller Sophias och Bélisindes Tankespel, 16 numbers, 1773
- Om konsten att rätt behaga, periodical, 1782
- Angenäma Sjelfswåld , periodical, 1783
- Den lyckliga bondflickan, 1-2, translation of C. de Fieux Mouhy, 1796-1811